# 겸면
겸면(兼面)은 대한민국 전라남도 곡성군의 면이다.

## 개요
겸면은 전라남도 동북부에 위치한 곡성군에 속해 있으며, 겸면의 중앙에 솟아있는 장군봉을 중심으로 동쪽은 삼기면, 곡성읍과 남쪽은 오산면, 서쪽은 옥과면, 북쪽은 입면에 접하고 있다. 또한 삼기면에 발원한 겸면천의 풍부한 물이 겸면의 80%의 농토를 적시고 있으며, 호남고속도로와 군산 ~ 고흥 간 국도 제27호선이 동서로 관통하여 교통이 편리하다.

## 행정 구역
| 법정리 | 한자명 | 행정리                         |
| ------ | ------ | ------------------------------ |
| 가정리 | 柯亭里 | 가정리, 심정리                 |
| 괴정리 | 槐亭里 | 괴정리, 신흥리, 초곡리, 흥복리 |
| 남양리 | 南陽里 | 남양리                         |
| 대명리 | 大明里 | 대명리, 백운리                 |
| 마전리 | 馬田里 | 마전리                         |
| 산정리 | 山亭里 | 산정리                         |
| 상덕리 | 上德里 | 상덕리, 회화리                 |
| 송강리 | 松江里 | 대흥리, 송강리                 |
| 운교리 | 雲橋里 | 운교리, 죽산리                 |
| 칠봉리 | 七峰里 | 칠봉리                         |
| 평장리 | 平章里 | 원평리, 평장리                 |
| 현정리 | 玄亭里 | 지리, 현정리                   |